# Quantentopf

Skizze eines Quantentopfes. In ein Halbleitermaterial mit großem Abstand zwischen Valenzband Leitungsband ist Schicht der Dicke von Halbleitermaterial 2 eingebettet. Es ergeben sich diskrete Energieniveaus.

Unter einem Quantentopf (englisch quantum well) versteht man einen Potentialverlauf, der die Bewegungsfreiheit eines Teilchens in einer Raumdimension einschränkt (üblicherweise in z-Richtung), so dass nur eine planare Region (x,y-Ebene) besetzt werden kann. Die Breite des Quantentopfes bestimmt maßgeblich die quantenmechanischen Zustände, die das Teilchen einnehmen kann. Dies führt insbesondere zur Ausbildung von Energieniveaus (Sub-Bändern), d. h., das Teilchen kann nur diskrete (potentielle) Energiewerte annehmen.

## Herstellung
In der Halbleitertechnologie werden Quantentöpfe hergestellt, indem eine Schicht eines Halbleiters geringerer Bandlücke (z. B. GaAs) zwischen zwei Schichten eines Halbleiters größerer Bandlücke (z. B. AlGaAs) eingebettet wird. Derartige Strukturen werden auch als Quantenfilm bezeichnet. Ein weit verbreitetes Verfahren zur Herstellung solcher Doppel-Heterostrukturen ist bspw. die Molekularstrahlepitaxie, die Schichtdickenkontrolle bis in den Bereich von Einzelschichten (engl. monolayer) ermöglicht. Um gute Schichtqualitäten zu erreichen, ist unter anderem zu beachten, dass die verwendeten Materialien gitterkompatibel sind, d. h., eine hinreichend ähnliche Kristallstruktur (u. a. Gitterkonstante) aufweisen.

## Anwendungen
In der zweidimensionalen Anordnung des Quantentopfs weisen die Elektronen und Löcher darin eine andere Zustandsdichte auf als im dreidimensionalen Kristall. Andere, in der Nanotechnologie und Forschung studierte niedrigdimensionale Quantensysteme, sind bspw. Quantendrähte oder Quantenpunkte.
Es können durch gezieltes Dotieren (hochbewegliche) zweidimensionale Elektronensysteme hergestellt werden, die Anwendungen z. B. in HEMTs (engl. high-electron-mobility transistor) finden. Weitere Anwendungen sind z. B. der Quanten-Kaskaden-Laser, Diodenlaser oder Quantentopf-Infrarot-Photodetektor.